# Anna Gardell-Ericson
Anna Maria Gardell-Ericson (Visby, 10 de octubre de 1853 – Estocolmo, 2 de junio de 1939) fue una pintora y acuarelista sueca. Se especializó en escenas costeras y paisajes con lagos o ríos. 

## Biografía
A su padre Johan se le reconoce como un pintor paisajista, aunque es probable que su dedicación principal fuera oficial administrativo municipal. 
Gardell-Ericson comenzó a pintar a los dieciséis años, demostrando un talento que la llevó a estudiar a Suiza. Más tarde estudió con Per Daniel Holm en la Real Academia Sueca de las Artes de Estocolmo debutando en una de las exposiciones de la Academia en 1875. Al año siguiente, ganó una medalla de bronce en la Exposición del Centenario en Filadelfia.
En 1879, fue a París para continuar sus estudios con Alexandre-Louis Leloir y Ferdinand Heilbuth y copió las acuarelas de Camille Corot. Realizó una gran exposición en el Salón de París en 1882 y, como resultado, consiguió un contrato por valor de 1.000 francos mensuales de los distribuidores de arte Goupil & Cie. Ese mismo año se casó con Johan Ericson (1849-1925), un pintor paisajista de Karlshamn. También se convirtió en miembro de la sociedad de arte Dudley Gallery. 
Gardell-Ericson vivió junto a su esposo en Francia hasta 1884, momento en el que estalló una epidemia de cólera en París. Luego regresaron a Suecia y se establecieron en Gotemburgo. Mientras estuvo allí, expuso de manera habitual en la Galería Gummeson y en varias asociaciones de arte. También expuso su trabajo en el Palacio de Bellas Artes en la Exposición Mundial Colombina de 1893 en Chicago.
Poco antes de su muerte escribió sus memorias, pero no han sido publicadas. En 1939 y 1946 se realizaron grandes retrospectivas de sus obras. 

## Pinturas destacadas

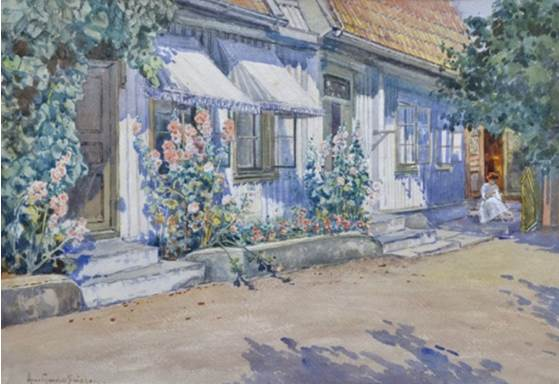
Calle con mujer bordadora y malvarrosas
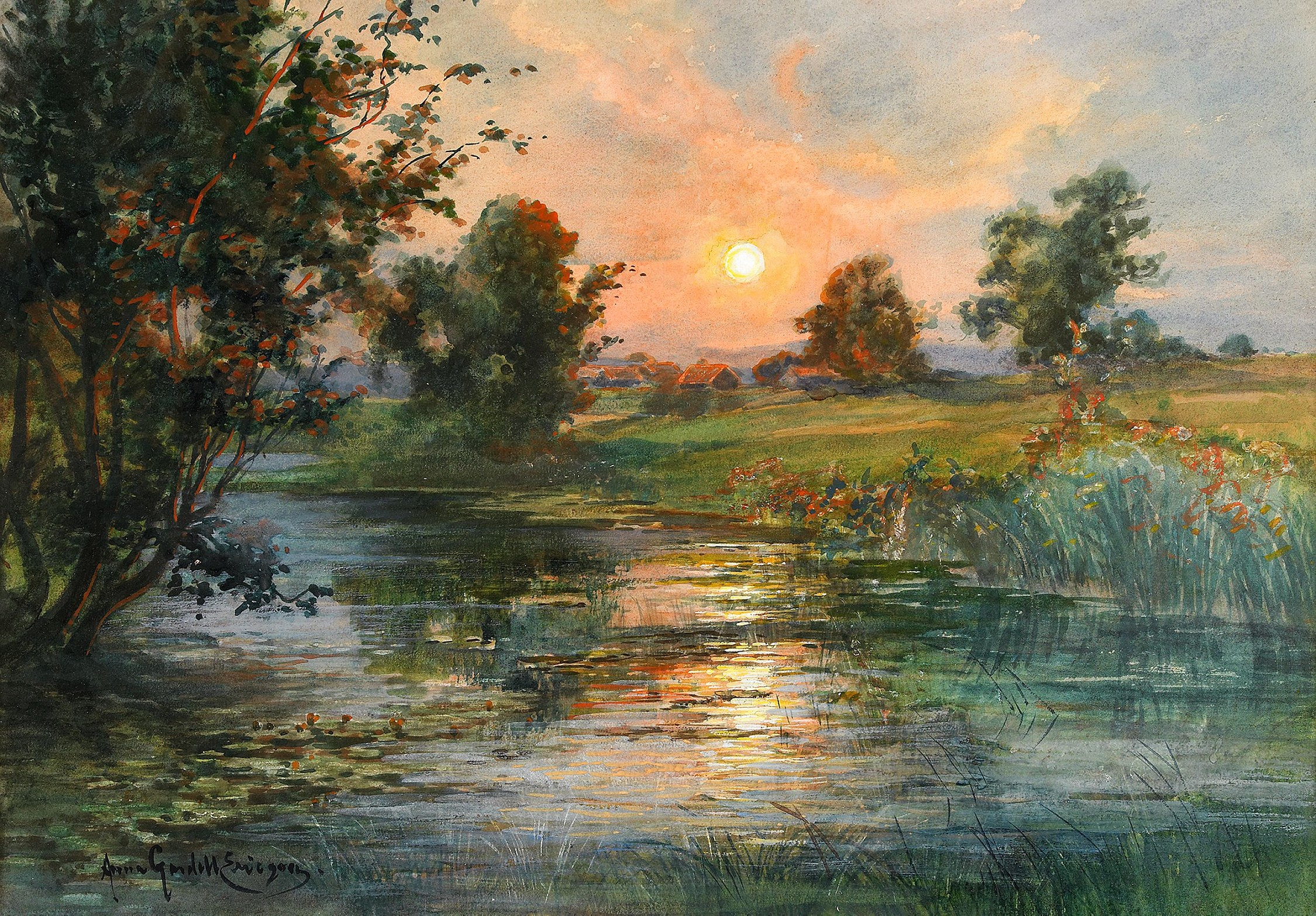
Amanecer sobre el paisaje acuoso
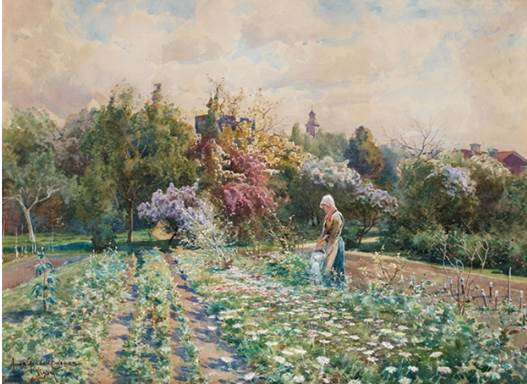
Campo de flores en Visby
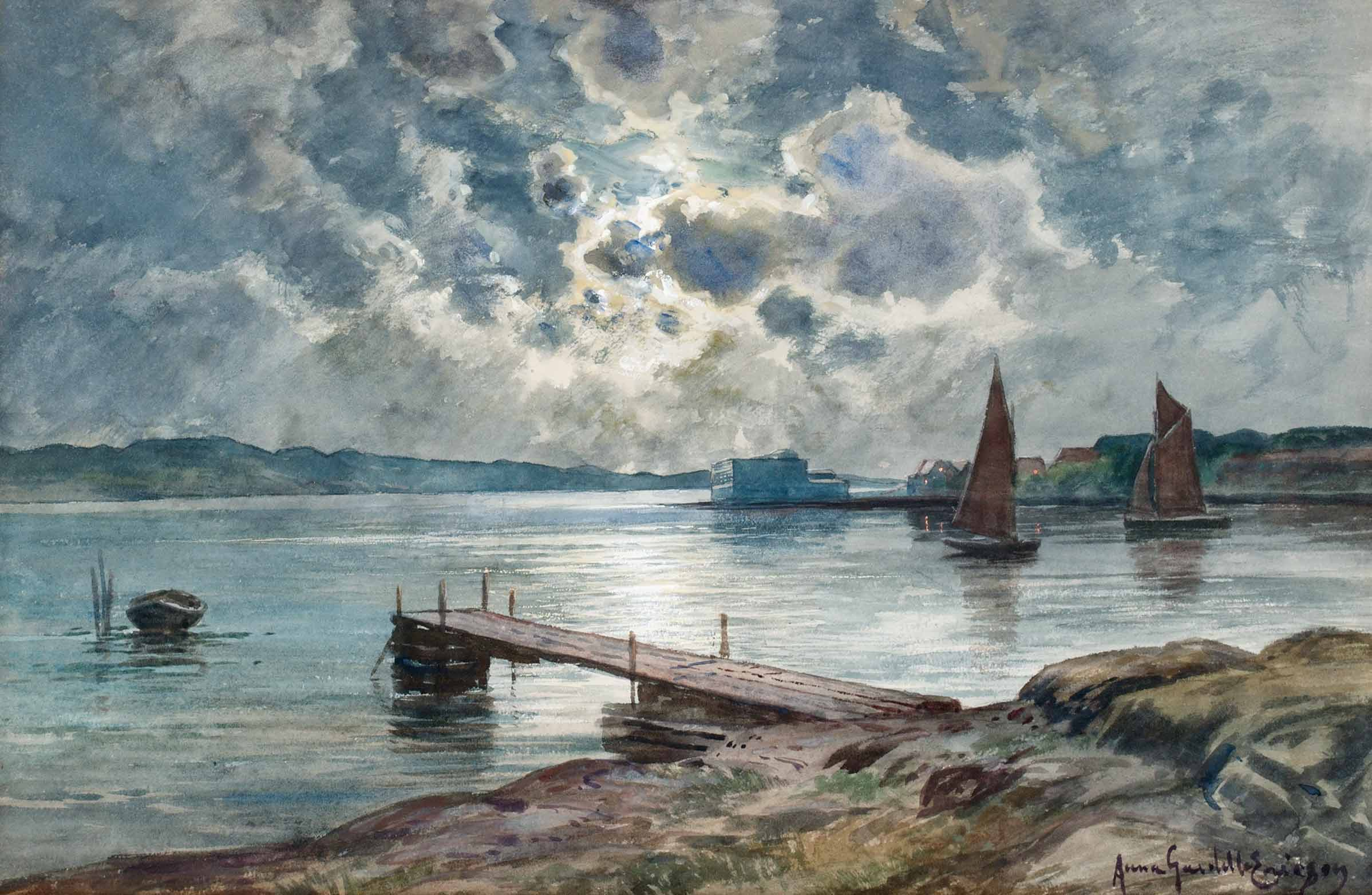
Paisaje de Marstrand